# كشمش أعقف
الكِشْمِش الأَعْقَف (سمي بالأعقف لأن سُنَيْبِلاَتَه عقفاء) نوع نباتي يتبع جنس الكشمش والفصيلة الكشمشية، اسمه العلمي Ribes curvatum. وهو يكثر بجنوب شرقي وجنوب وسط الولايات المتحدة. ثماره خضراء إلى حمراء أرجوانية، كُرَوِيَّة الشكل يبلغ قطرها من 7 إلى 12 مم.